# Acanthonevra ornatipennis
Acanthonevra ornatipennis är en tvåvingeart som först beskrevs av Erich Martin Hering 1951.  Acanthonevra ornatipennis ingår i släktet Acanthonevra och familjen borrflugor. Inga underarter finns listade i Catalogue of Life.